# كاترين هولمز
كاترين هولمز (بالإنجليزية: Catherine Holmes) هي قاضية ومحامية في القضاء العالي أسترالية، ولدت في 12 أكتوبر 1956 في بريزبان في أستراليا.